# Accademia nazionale di scienze, lettere e arti (Modena)
L'Accademia di Scienze, Lettere ed Arti di Modena è un'accademia sorta a Modena verso il 1680 con il nome di Accademia dei Dissonanti.

## Origini e storia

### I precedenti
Una prima effimera accademia, istituita dal principe Alfonso d’Este (il futuro duca Alfonso III) fu attiva a Modena dal 1610 al 1618: in essa, oltre all’esame e al commento della Politica di Aristotele, si trattavano argomenti scientifici, ad esempio le «osservazioni sopra una nuova cometa» presentate da Scipione Chiaramonti, o letterari, come ne può far fede la presenza di Fulvio Testi quale segretario organizzatore.

### L'Accademia dei Dissonanti
Verso il 1680 prende vita l'Accademia dei Dissonanti all'interno del Collegio San Carlo, nel contesto della ripresa delle pubbliche lezioni, iniziate nel 1678, che permetteranno la riapertura dello Studio Pubblico nel 1682. Nel 1684 essa discusse delle costituzioni, del simbolo e della denominazione. Fu approvata la proposta di un emblema che rappresentasse l'armonia nella varietà degli accordi. Gli accademici di Modena presero così il nome di Dissonanti con il motto “Digerit in numerum dissonantes”. L'emblema fu ed è un'aquila sovrastata da una corona di alloro ed affiancata da due rami di palma, recante una cetra pendente dal collo: il simbolo ricorda la tutela estense sull'istituzione. L'accademia riceve fin dall'inizio la simpatia dei duchi: due solenni accademie all'anno si tengono a corte, le altre due mensili presso il Collegio. Nel secolo successivo trova suo fulcro in Ludovico Antonio Muratori, che ha larga parte nell'elaborazione delle Costituzioni del 1731. Dal 1768 inizia la redazione regolare dei verbali delle sedute, che si interrompono - con l'attività dell'accademia - nel 1795, in coincidenza con l'invasione rivoluzionaria francese.

### L'Ateneo
Durante il Regno Italico, nel 1807, riprendono sedute e verbali, ma il concentramento degli istituti di cultura decretato da Napoleone nel 1810 vi aggrega la Società d'Arti meccaniche e la Società Agraria, costituendo un Ateneo che però non riesce ad essere vitale.

### La Reale Accademia modenese di Scienze Lettere ed Arti
L'attività riprende invece regolarmente con la ricostituzione del Ducato. Nel 1814 l'Accademia ritorna autonoma ed elegge il nuovo presidente. Nel 1816 riprende l'erogazione del sussidio ducale. Viene abbandonato l'antico nome, vengono fissate due sezioni: alla primitiva di scienze e lettere viene aggiunta quella di arti - non solo belle, ma anche pratiche - e tutto questo trova espressione nelle nuove costituzioni del 1817. Le sedute di studio si tengono regolarmente tre volte al mese presso la corte, il Collegio, l'Accademia di Belle Arti. Inizia nel 1833 la pubblicazione delle Memorie della Reale Accademia di Scienze, Lettere e d'Arti di Modena, che con leggeri cambiamenti di intestazione continua fino ad oggi.

### Dall'Unità ad oggi
Già nel 1859 inizia una revisione dello statuto, che viene approvato nel 1860. Viene rettificato il nome in Reale Accademia residente in Modena e viene portato a quaranta il numero dei soci ordinari. L'attività procede regolare. Si fanno frequenti solenni commemorazioni di concittadini illustri. Nel 1910 lo statuto viene nuovamente rivisto, con la ripartizione in tre sezioni: di scienze fisiche, matematiche e naturali; morali, giuridiche e sociali; di storia, lettere ed arti. Nel 1934 ulteriore revisione.
Nel 1939 la sede viene trasferita a palazzo Campori, che nel 1944 sarà distrutto dai bombardamenti bellici. La ripresa delle sedute avviene nel 1946, nella nuova sede di palazzo Coccapani d'Aragona, in corso Vittorio Emanuele 59. Il D.P.R. del 5 marzo 1959 approva il nuovo Statuto e attribuisce la denominazione di Accademia Nazionale di Scienze, Lettere ed Arti. La composizione dei soci è confermata in 40 effettivi, 50 corrispondenti, 30 onorari.
Nel 1997 un nuovo aggiornamento degli Statuti, approvato con D.M. del marzo 1997 (Gazzetta Ufficiale 9 maggio 1997, n. 106), che eleva il numero di soci effettivi a 50.
Lo statuto attualmente in vigore è stato rivisto, da ultimo, nel 2009.
Il primo decennio del secolo XXI ha visto il restauro e recupero completo dei locali, ora restituiti notevolmente ampliati e migliorati all'attività accademica e alla libera utenza.

## Attività
La tradizionale attività delle sedute di studio trovò espressione nella pubblicazione delle relazioni in un periodico a partire dal 1833 e continua a tutt'oggi negli Atti e nelle Memorie / Accademia di Scienze, Lettere e Arti di Modena.
Dall'unità nazionale ad oggi una fitta serie di commemorazioni e di relative pubblicazioni ha accompagnato le ricorrenze di eventi e personaggi modenesi e non solo.
A partire dagli scorsi anni cinquanta iniziò un'attenta valorizzazione del notevole patrimonio dell'Accademia con mostre e pubblicazioni a partire dalla catalogazione dei fondi, che negli anni novanta divenne informatica ed in rete.

## Presidenti
- 1935-1937 Carlo Bonacini

### Storia
- La R. Accademia di scienze, lettere ed arti in Modena. Cenno storico, G. Ferraguti e C., Modena 1909
- Pio Sabbatini, La R. Accademia di scienze, lettere ed arti in Modena, Modena 1911
- Francesco Nicoli, Sulla R. Accademia di scienze, Lettere ed arti di Modena. Note, Tip. G. Ferraguti e C., Modena 1913
- Giuseppe Cavazzuti, I duecentosettantacinque anni della Accademia di scienze, lettere e arti. Modena, Accademia di scienze lettere e arti, Modena, 1958
- Manuela Mosca, L' Accademia di scienze, lettere ed arti di Modena 1860-1900, Franco Angeli, [s.l.] 2000
- Francesco Barbieri, Ferdinando Taddei, L'Accademia nazionale di scienze, lettere e arti di Modena dalle origini (1683) al 2005, Mucchi, Modena 2006, 2 voll.

### Statuti
- Statuti della R. accademia modonese di scienze, lettere ed arti, Eredi Soliani, Modena 1817
- Accademia di scienze, lettere e arti <Modena>, Statuto della reale accademia di scienze, lettere ed arti di Modena, Società Tipografica modenese, Modena 1910
- Regia Accademia di scienze, lettere ed arti in Modena, Statuto, Società Tipografica Modenese, Modena 1890
- Reale Accademia di scienze, lettere ed arti, Modena, Statuto, approvato con R. D. 16 ottobre 1934, e cenni storici, Società tipografica modenese, Modena 1935
- Reale Accademia di scienze, lettere e arti di Modena, Progetto di statuto, Prem. Società tipografica modenese, [Modena, 1940?]

### Fondi bibliografici e raccolte
- Accademia nazionale di scienze lettere e arti di Modena, Gli incunaboli della Biblioteca dell'Accademia di scienze lettere ed arti di Modena, canonico Giuseppe Pistoni cur., Società tipografica editrice modenese, Modena 1958
- Accademia nazionale di scienze lettere e arti di Modena, Elenco dei periodici posseduti dalla biblioteca accademica, Società tipografica editrice modenese, Modena 1958
- Giuseppe Pistoni, Della raccolta di libretti musicali donata dalla famiglia Tardini all'Accademia Nazionale di Scienze, Lettere e Arti di Modena, S.T.E.M. Mucchi, Modena 1969
- Accademia nazionale di scienze lettere e arti di Modena, ‘'Fondi rari dell'Accademia'’, Mucchi, Modena [1991?]
- Federica Missere Fontana, I manoscritti della biblioteca dell'Accademia nazionale di scienze, lettere e arti di Modena, Mucchi, Modena 1994
- Gianluigi Missere, Giorgio Boccolari, La raccolta numismatica dell'Accademia nazionale di scienze, lettere ed arti di Modena. III. Le monete della Repubblica di Roma, Mucchi, Modena 1994
- Accademia nazionale di scienze lettere e arti di Modena, Archivio dei Concorsi a premi dell'Accademia nazionale di scienze, lettere e arti di Modena , 1843-1895, Federica Missere Fontana cur., Mucchi, Modena 2007
- Accademia nazionale di scienze lettere e arti di Modena, Archivio della Società d'arti meccaniche del Dipartimento del Panaro (1803-1813), Ferdinando Taddei cur., prefaz. di Marco Cattini, Mucchi, Modena 2010
- Accademia nazionale di scienze lettere e arti di Modena, Catalogo delle opere di astronomia dell'Accademia nazionale di scienze, lettere e arti di Modena, Mario Umberto Lugli cur., Mucchi, Modena

### Altri documenti a stampa
- Regolamento per la distribuzione dei premii assegnati dal sovrano rescritto del 2 ottobre 1841, Accademia di scienze, lettere e arti <Modena>, [Modena 1841?]
- Nota officiale relativa all'istituzione dei premi d'onore presso la R. Accademia di scienze , lettere ed arti in Modena nell'anno 1841, Accademia di scienze, lettere e arti <Modena>, [Modena 185.?]
- Stato del personale della R. Accademia di scienze, lettere ed arti in Modena. Come fu costituito nell'adunanza generale da essa tenuta il di 13 maggio 1841 colla scorta del nuovo Statuto, e venne successivamente modificato per le posteriori variazioni, Accademia di scienze, lettere e arti <Modena>, [Modena] 1843
- Cenni storici delle adunanze e delle letture in esse avutesi dall'anno 1843-44 a tutto l'anno accademico 1855-56, Accademia di scienze, lettere e arti <Modena>, [Modena 185.?]
- Quadro delle cariche della R. Accademia di scienze , lettere ed arti in Modena per l'anno 1877-78, [Modena 1878?]
- Albo della R. Accademia di scienze, lettere ed arti in Modena, Società tipografica modenese, Modena 1890
- Albo della R. Accademia di scienze, lettere ed arti in Modena. 5 dicembre 1896, Società tipografica modenese, Accademia di scienze, lettere e arti <Modena>, Modena 1897
- Per l'inaugurazione della nuova sede della Reale Accademia presente la Eccellenza il prof. Riccardo Del Giudice sottosegretario alla Educazione Nazionale, Società tipografica modenese, Modena 1941
- Benvenuto Donati, Della Accademia di Modena e della funzione delle accademie tra gli enti di alta cultura. Discorso inaugurale tenuto il 24 novembre 1946 dal presidente Benvenuto Donati, Soc. tipogr. modenese, Modena 1947
- Nota sulla personalità giuridica della Accademia di Modena, prof. Benvenuto Donati cur., Soc. tip. modenese, Modena 1947
- Mostra commemorativa per il bicentenario dell'Accademia nazionale delle scienze detta dei 40. Modena Biblioteca Estense 27 maggio-5 giugno 1982, cat. mostra, Anna Rosa Venturi, Elena Manzini, Paola Ortolani curr., Accademia Naz. di Scienze e Lettere, Roma 1982
- Indice dei volumi di Atti e memorie pubblicati nel venticinquennio 1959-1983, Giorgio Boccolari cur., Mucchi, Modena 1989